# Kvekerji
Kvekerji (iz angleške besede to quake - trepetati) so privrženci verske sekte »Society of Friends« (Prijateljska družba), ki jo je sredi 17. stoletja v Angliji ustanovil George Fox. Naziv kvekerji so jim slabšalno nadeli sodobniki, izvira pa iz besed ustanovitelja sekte, ki je učil svoje privržence, naj »trepetajo pred božjo besedo«.
Kvekerji so proti hierarhiji v Cerkvi, zakramentom, obredom, duhovnikom in ostalim cerkvenim uredbam, odločno pa nasprotujejo tudi vojaški službi in zabavljaštvu. Verjamejo, da božje razsvetljenstvo pride od Boga samega v vsakega posameznika, zaradi česar so bile med njihovimi religioznimi ekstazami neredki božjastni napadi.
Zaradi njihovega odklanjanja vojaške službe so jih v Angliji od začetka preganjali. Mnogo kvekerjev se je iz tega razloga izselilo v Severno Ameriko, kjer so pod vodstvom Williama Penna v novo ustanovljeni državi Pennsylvaniji ustanovili več kvekerskih občin, samostojnih enot, ki so jih vodili občinski starešine in so imele demokratično ustavo.
Z zakonom o strpnosti (Toleration Act) so leta 1689 tudi v Angliji smeli svobodno izražati svojo vero in opravljati svoje verske obrede. 
Kvekerji so bili eni prvih, ki so se zavzemali za odpravo sužnjelastništva in enakopravnost žensk in moških. Za svoje miroljubno delovanje so leta 1947 dobili tudi Nobelovo nagrado za mir.
Danes so pripadniki te verske ločine najbolj razširjeni v Združenem kraljestvu, ZDA, Avstraliji in Kanadi.